# Чуріла (комуна)
Чуріла (рум. Ciurila) — комуна у повіті Клуж в Румунії. До складу комуни входять такі села (дані про населення за 2002 рік):
- Педурень (169 осіб)
- Пруніш (139 осіб)
- Селіча (283 особи)
- Селіште (118 осіб)
- Філя-де-Жос (254 особи)
- Філя-де-Сус (183 особи)
- Чуріла (236 осіб) — адміністративний центр комуни
- Шуту (127 осіб)

Комуна розташована на відстані 316 км на північний захід від Бухареста, 14 км на південь від Клуж-Напоки.

## Населення
За даними перепису населення 2002 року у комуні проживали 1509 осіб.
Національний склад населення комуни:
| Національність | Кількість осіб | Відсоток |
| -------------- | -------------- | -------- |
| румуни         | 1467           | 97,2%    |
| цигани         | 31             | 2,1%     |
| угорці         | 9              | 0,6%     |
| українці       | 2              | 0,1%     |

Рідною мовою назвали:
| Мова       | Кількість осіб | Відсоток |
| ---------- | -------------- | -------- |
| румунська  | 1499           | 99,3%    |
| угорська   | 8              | 0,5%     |
| циганська  | 1              | 0,1%     |
| українська | 1              | 0,1%     |

Склад населення комуни за віросповіданням:
| Релігія            | Кількість осіб | Відсоток |
| ------------------ | -------------- | -------- |
| православні        | 1190           | 78,9%    |
| греко-католики     | 121            | 8,0%     |
| п'ятдесятники      | 120            | 8,0%     |
| реформати          | 7              | 0,5%     |
| баптисти           | 4              | 0,3%     |
| римо-католики      | 3              | 0,2%     |
| старообрядці       | 2              | 0,1%     |
| не вказали релігію | 1              | 0,1%     |